# خوسيه ماريا أسينسيو
خوسيه ماريا أسينسيو (بالإسبانية: José María Asensio)‏ هو مولع بالكتب ‏ وكاتب ومؤرخ وصحفي إسباني، ولد في 1829 في إشبيلية في إسبانيا، وتوفي في 14 ديسمبر 1905 في مدريد في إسبانيا.